# Ситомінське сільське поселення
Сито́мінське сільське поселення (рос. Сытоминское сельское поселение) — сільське поселення у складі Сургутського району Ханти-Мансійського автономного округу Тюменської області Росії.
Адміністративний центр — село Ситоміно.
Населення сільського поселення становить 1024 особи (2017; 1262 у 2010, 1471 у 2002).

## Склад
До складу сільського поселення входять:
| Населений пункт | Населення, осіб (2002) | Населення, осіб (2010) |
| --------------- | ---------------------- | ---------------------- |
| Горний, селище  | 214                    | 164                    |
| Ситоміно, село  | 1257                   | 1098                   |